# 重庆市第八中学校
重庆市第八中学校，简称重庆八中，创建于1938年，是重庆市教委直属的首批市级重点示范中学，是重庆传统名校“一三八”中的一员。原名“重庆市私立树人中学”，1952年由重庆市人民政府接管，改为公办学校，更名为“重庆市第八中学校”。1958年9月，学校更名为“重庆师范专科学校附属中学”。1971年6月，学校复名“重庆市第八中学校”。位于重庆市沙坪坝区小龙坎正街96号，处于重庆市的文化中心。2016年起重庆八中渝北校区投入使用，形成了1校2区双本部的办学模式。
同时，重庆八中也获得了全国体育传统项目学校、全国教育系统先进集体、全国现代教育技术实验学校及计算机示范学校、全国体育卫生先进学校、全国少年儿童发明示范基地、市文明单位和文明礼仪示范学校等荣誉称号。
学校文化沉淀丰厚，在教育思想方面坚持“以人为本、有教无类”。

## 著名校友

### 科研界
王传德，中国航空专家，北京航空航天大学教授
熊榆，萨里大学终生教授，剑桥大学可持续领导力学院 （页面存档备份，存于）院士，全欧中国经济学会会长

### 演艺界
王俊凯，人气少年偶像组合TFBOYS队长。
穆祉丞，时代峰峻旗下TF_ING厂牌成员
官俊臣，时代峰峻旗下TF家族第四代练习生
張峻豪，中国男艺人、歌手、制作人
穆婷婷，中国大陆女演员